# 一ケ谷町
座標: 北緯34度45分26.5秒 東経135度20分32.5秒 / 北緯34.757361度 東経135.342361度一ケ谷町（いちがやちょう）は、兵庫県西宮市にある町丁。郵便番号は662-0873。

## 地理
東は高座町・上ケ原十番町、西は五月ケ丘・六軒町、南は大社町、北は上ケ原十番町と隣接している。

## 交通

### 鉄道
鉄道は走っていない

### バス

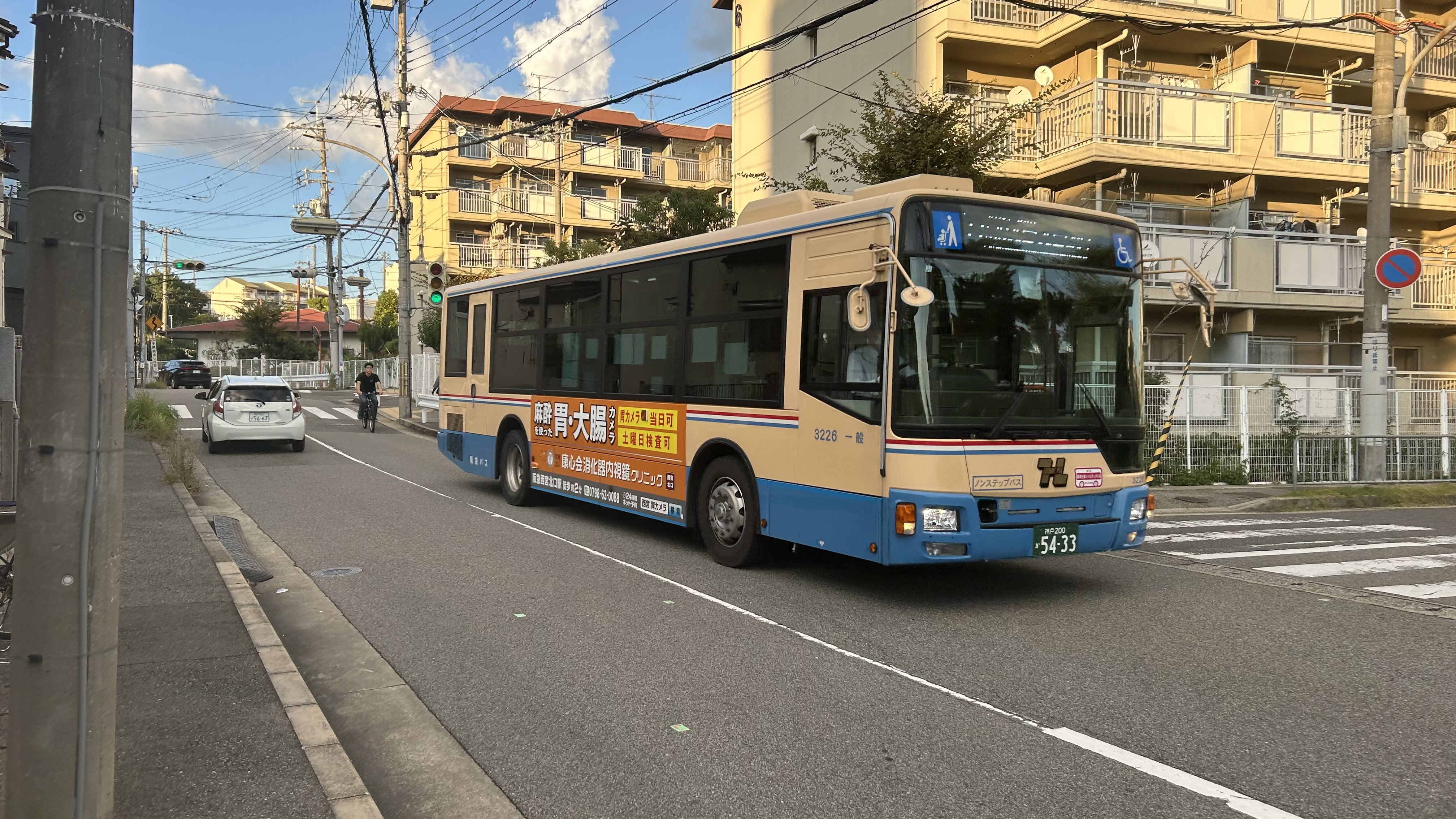
11系統

阪急バス11系統と12系統が通っている。
| 系統番号 | 起点         | 町内の停留所                     | 終点           |
| -------- | ------------ | -------------------------------- | -------------- |
| 11       | 阪急甲東園駅 | (上ケ原八番町)-一ケ谷町-(大社町) | 阪急西宮北口駅 |
| 12       | 阪急甲東園駅 | (上ケ原八番町)-一ケ谷町-(大社町) | 阪急西宮北口駅 |

- 11系統

## 校区
出典:
| 区域 | 小学校         | 中学校       |
| ---- | -------------- | ------------ |
| 全域 | 上ケ原南小学校 | 上ケ原中学校 |

## 施設
- 一ヶ谷公園
- 一ヶ谷児童遊園
- 一ヶ谷東公園
- 一ヶ谷北児童遊園